# Jamie Ness
Jamie Ness (ur. 2 marca 1991 w Irvine) – szkocki piłkarz występujący na pozycji pomocnika w Plymouth Argyle.